# Assemblage (kunst)

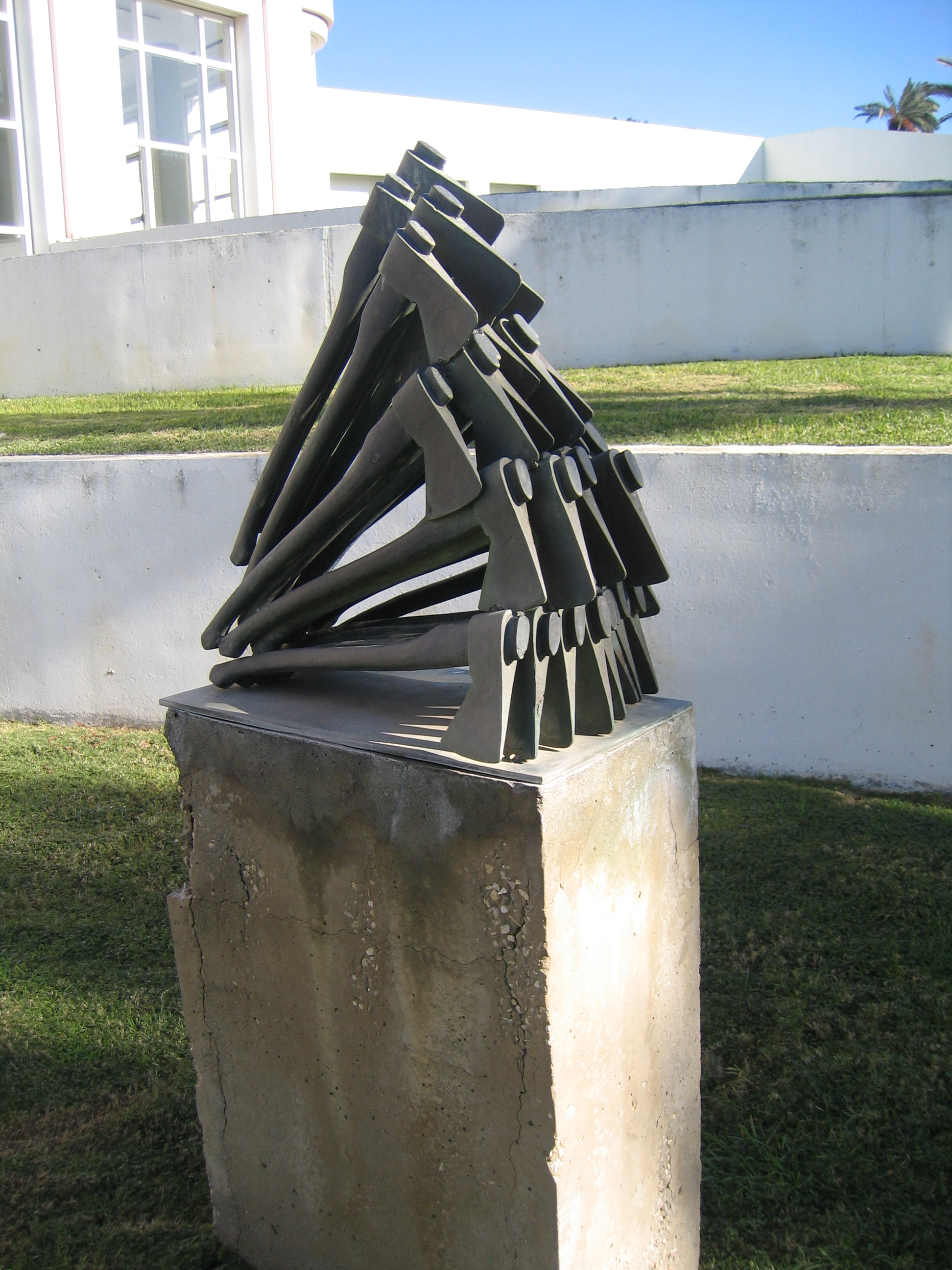
Pierre Arman, Avalanche, 1990

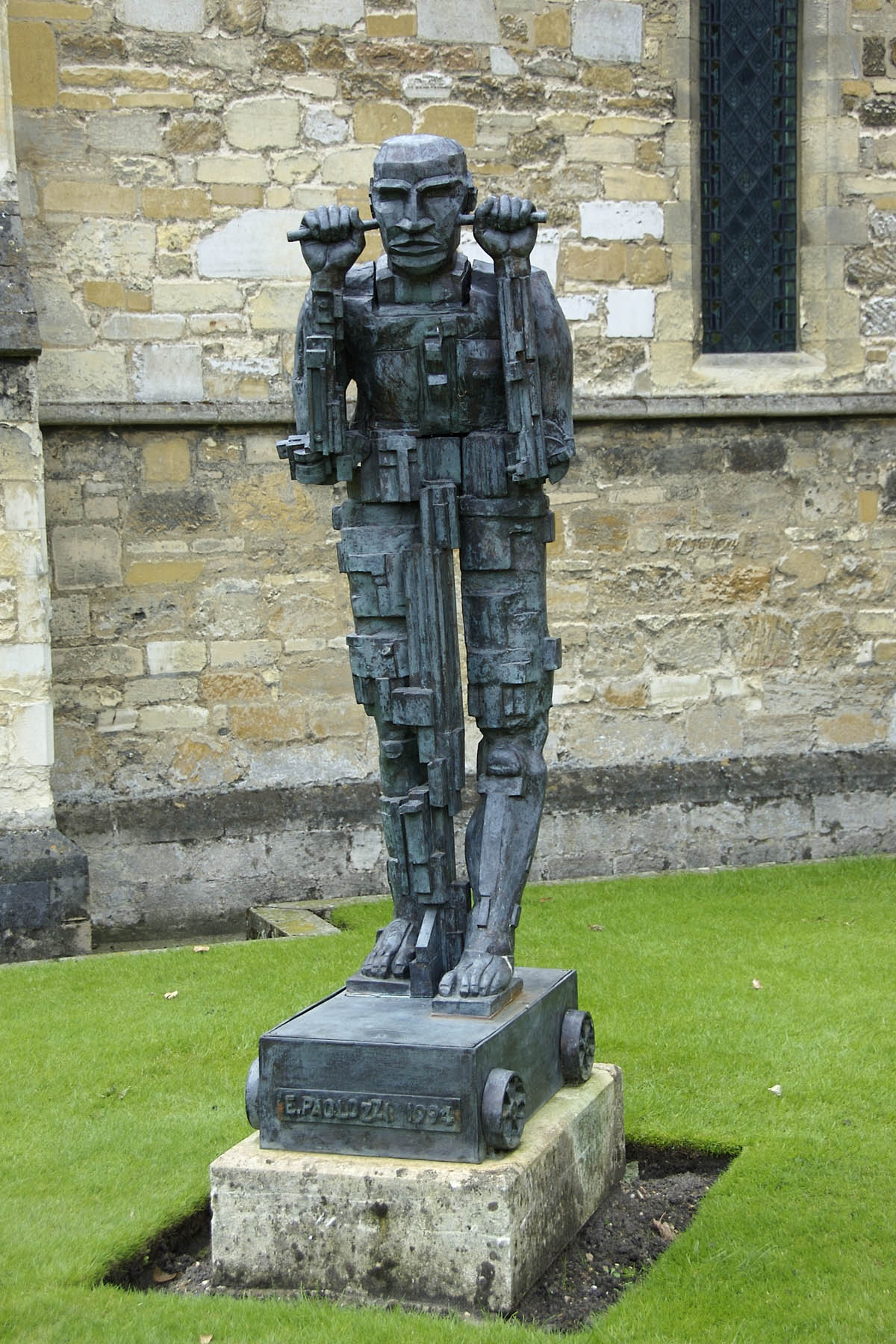
Eduardo Paolozzi, Daedalus on Wheels, Cambridge

Assemblage is een kunstzinnig proces waarbij driedimensionale gevonden voorwerpen bedacht samengevoegd worden tot een nieuwe compositie. De kunstwerken die op deze wijze ontstaan, noemt men assemblages. Het gaat hier in het algemeen om beeldhouwkunst, vaak met raakvlakken aan schilderkunst (in de zin van een object aan de muur) en met collage (in de zin van het gebruik van gevonden vormen). De term werd in 1953 voor het eerst gebruikt door Jean Dubuffet, die het aanvankelijk toepaste op een aantal van zijn eigen twee-dimensionale werken uit papier (assemblages d'empreintes) en later op zijn sculpturen van hout en spons.

## De geschiedenis
Men kan in de kunstgeschiedenis een rode draad volgen beginnend bij de collagetechnieken van het kubisme en het dadaïsme via het gebruik van kant-en-klare voorwerpen als readymade, bijvoorbeeld het fietswiel op het krukje door Marcel Duchamp en het fietsstuur gemonteerd aan het zadel van Pablo Picasso en dan via het irrationele combineren van onderwerpen dat te zien is in het surrealisme naar de heterogene accumulaties van de popart in de jaren 60 van de twintigste eeuw.
Assemblage als kunstzinnige werkwijze werd bekend door de tentoonstelling The Art of Assemblage, die in 1961 gehouden werd in het Museum of Modern Art in New York. Er werd terug gekeken en er werden tijdgenoten gepresenteerd. Op deze tentoonstelling was werk te zien van de Europese kunstenaars Georges Braque, Jean Dubuffet, Marcel Duchamp, Pablo Picasso en Kurt Schwitters en van de Amerikanen Man Ray, Joseph Cornell, Robert Rauschenberg, Wallace Berman, Bruce Conner, Edward Kienholz en William C Seitz.
Door de beweging van het nouveau réalisme werd deze beeldende aanpak ook in Europa bekend. Reële objecten werden aan dragers gemonteerd en de reliëfs werden als schilderijen of wandobjecten gepresenteerd.
Assemblages kunnen geconserveerd worden door ze in brons te gieten of door ze in een vitrine of objectkast te plaatsen. De triviale voorwerpen die bestanddeel zijn van het beeld of wandobject kunnen hun originele texturen behouden of voorzien worden van een monochrome verflaag.
In de moderne beeldhouwkunst wordt het begrip assemblage veelvuldig gebruikt bij het definiëren van de constructie van metaalsculpturen, bestaande uit metalen onderdelen zoals buizen, vaten, H-profielen en metaal afkomstig van de schroothoop. Ook in de glasbeeldhouwkunst, bijvoorbeeld bij een glaskunstenaar als Dale Chihuly kan men spreken van assemblage.

## Kunstverzameling met assemblages
De Verbeke Foundation beheert een uitgebreide kunstverzameling bestaande uit collages en assemblages van de 20e eeuw. Deze wordt tentoongesteld in een museale ruimte in de Vlaamse gemeente Kemzeke.

## Kunstenaars
De assemblages worden tot op heden door verschillende kunstenaars gemaakt.
Kunstenaars die met assemblages bekend werden zijn behalve de reeds genoemden:
- In de Verenigde Staten: James Rosenquist, Jasper Johns, George Segal, Robert Watts, Red Grooms, Richard Artschwager, Louise Nevelson, David Smith.
- In België: Camiel Van Breedam, Marcel Broodthaers, Danny Matthys, Panamarenko, Vic Gentils, Ludo Giels. Remo Martini, Annie Debie.
- In Duitsland: Hans Bellmer, Wolf Vostell, H.A. Schultz, Markus Meurer
- In Engeland: Allen Jones, Anthony Caro, Richard Hamilton, Eduardo Paolozzi.
- In Frankrijk: Martial Raysse, Arman, Daniel Spoerri, Christo.
- In Italië: Alberto Burri
- In Nederland: Henk Peeters, Jan Henderikse, Carel Visser, Wim T. Schippers en Woody van Amen.
- In Oostenrijk: Dieter Roth
- In Zwitserland: Jean Tinguely.

## Afbeeldingen

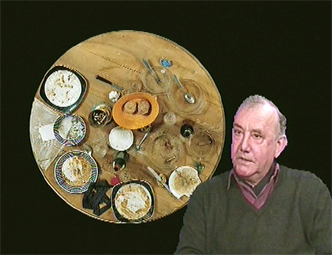
Daniel Spoerri,
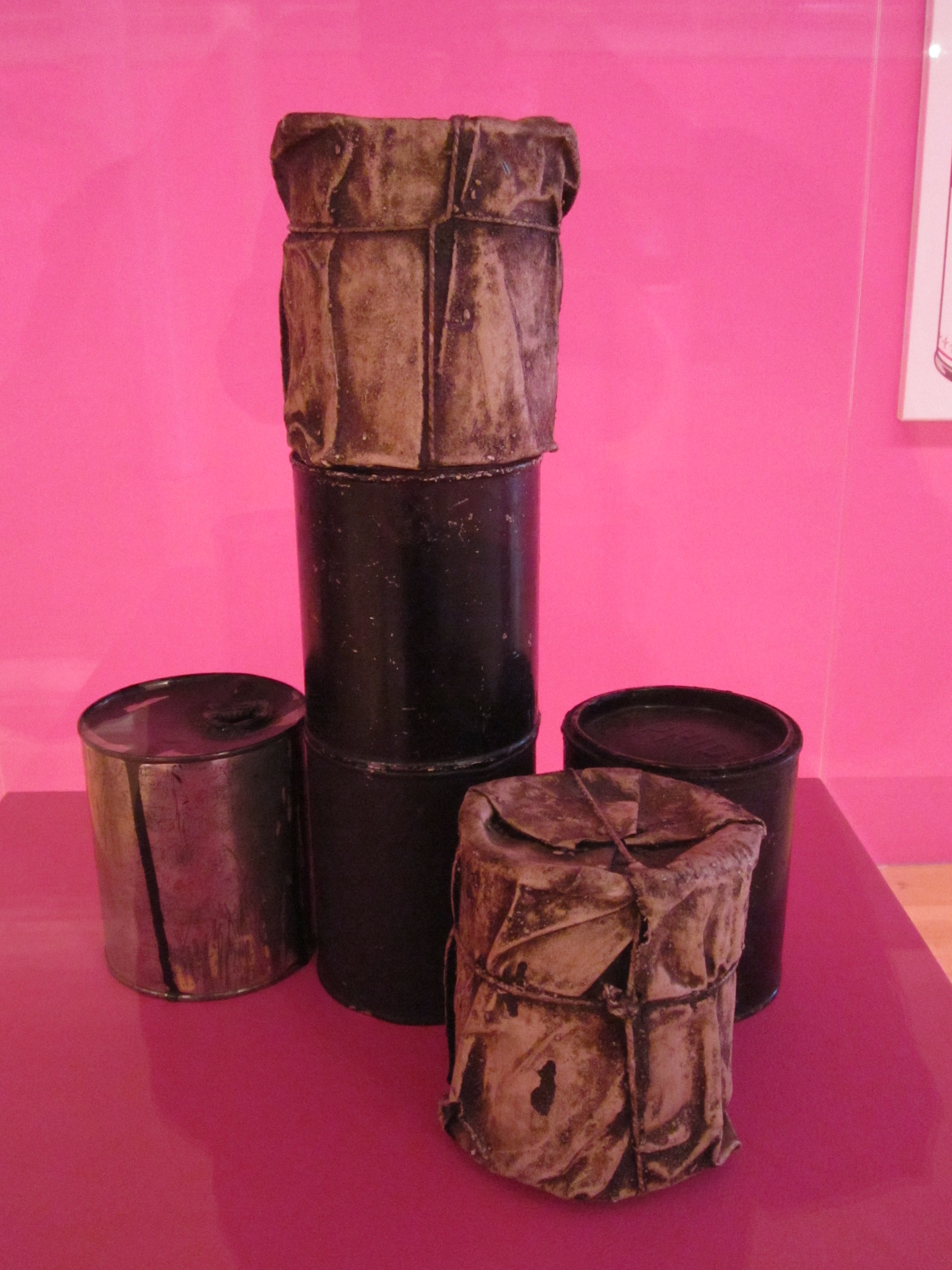
Christo
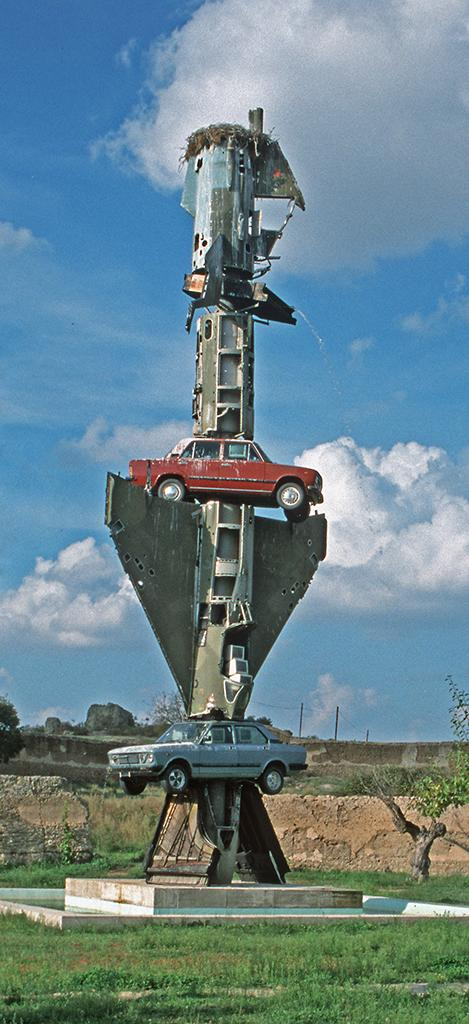
Wolf Vostell
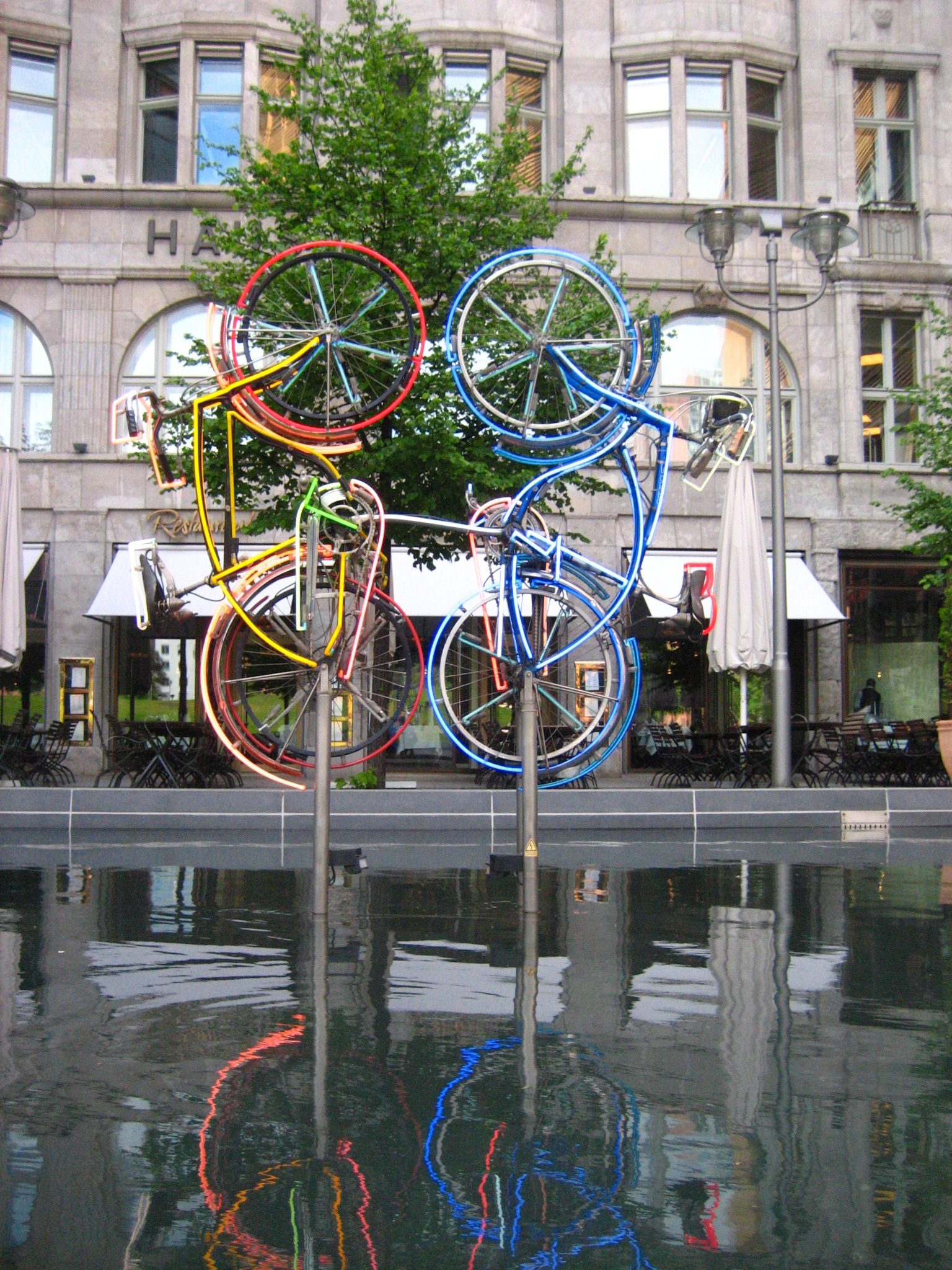
Robert Rauschenberg
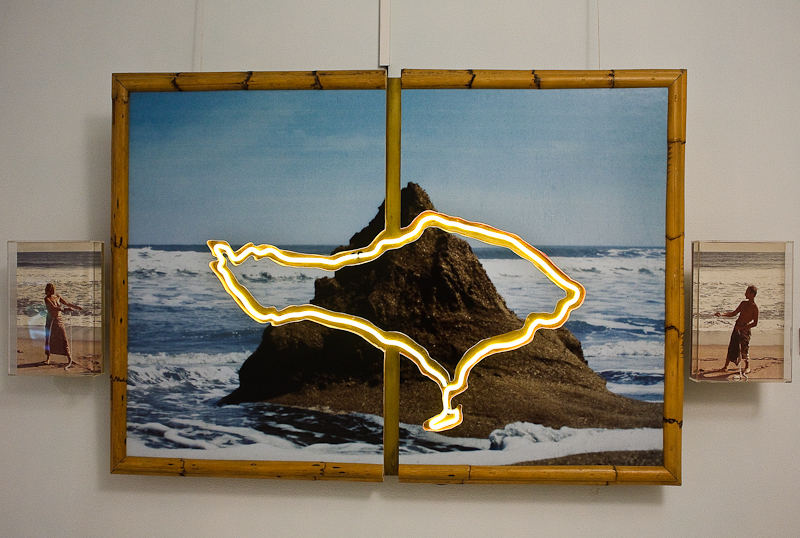
Woody van Amen
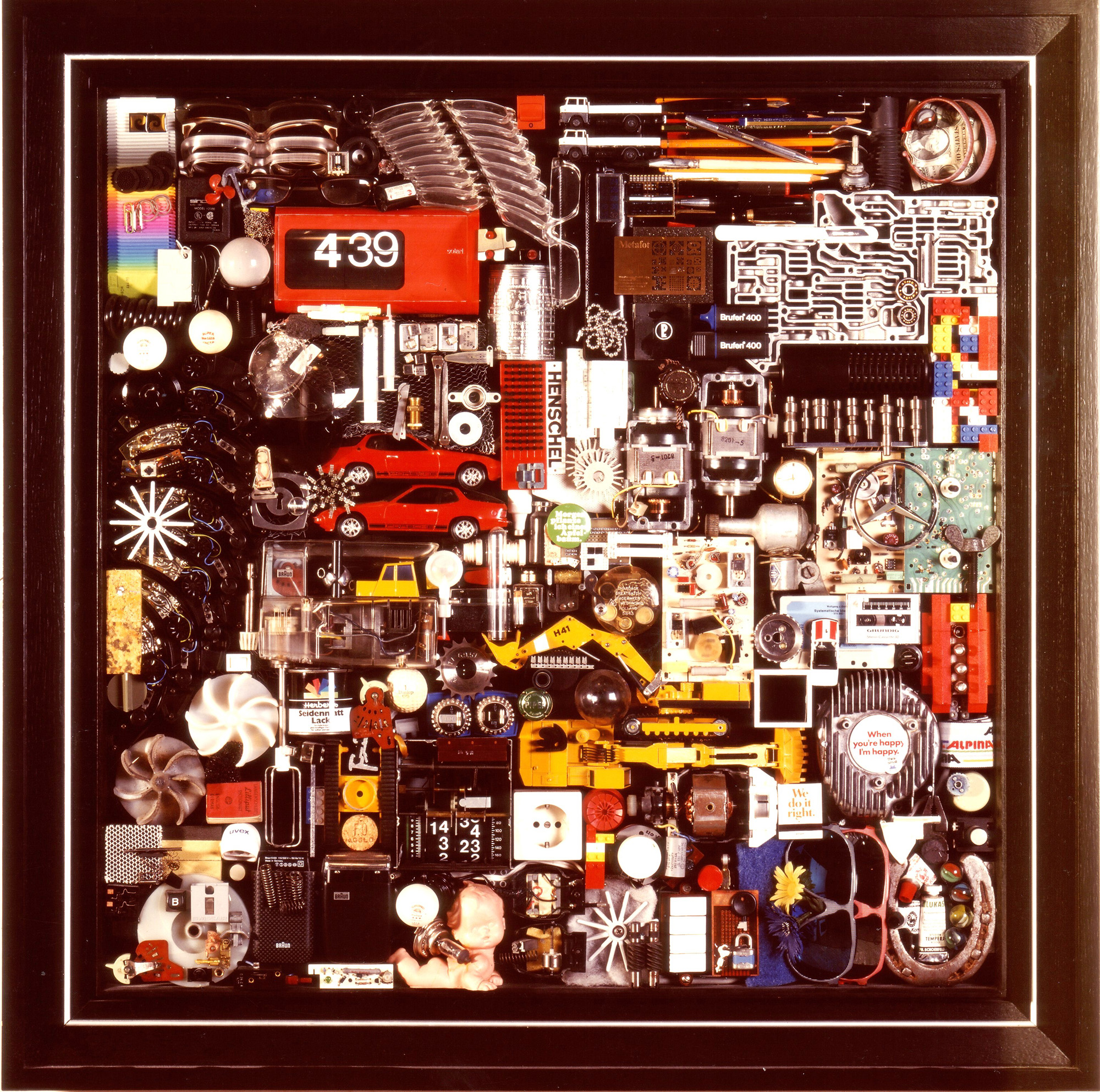
Ingo Klöcker, Primeur, 2010
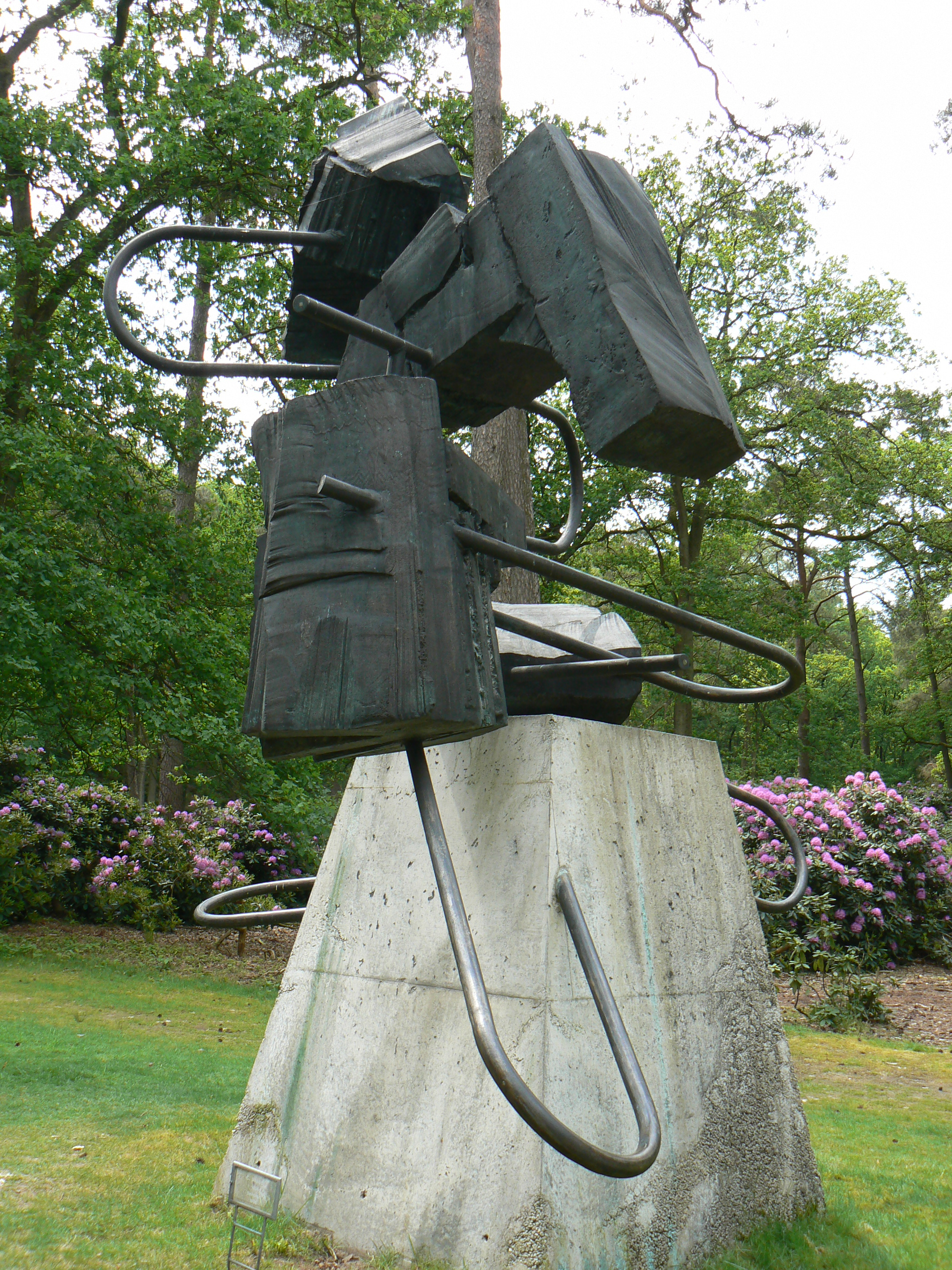
Carel Visser, Pleinbeeld, 1998
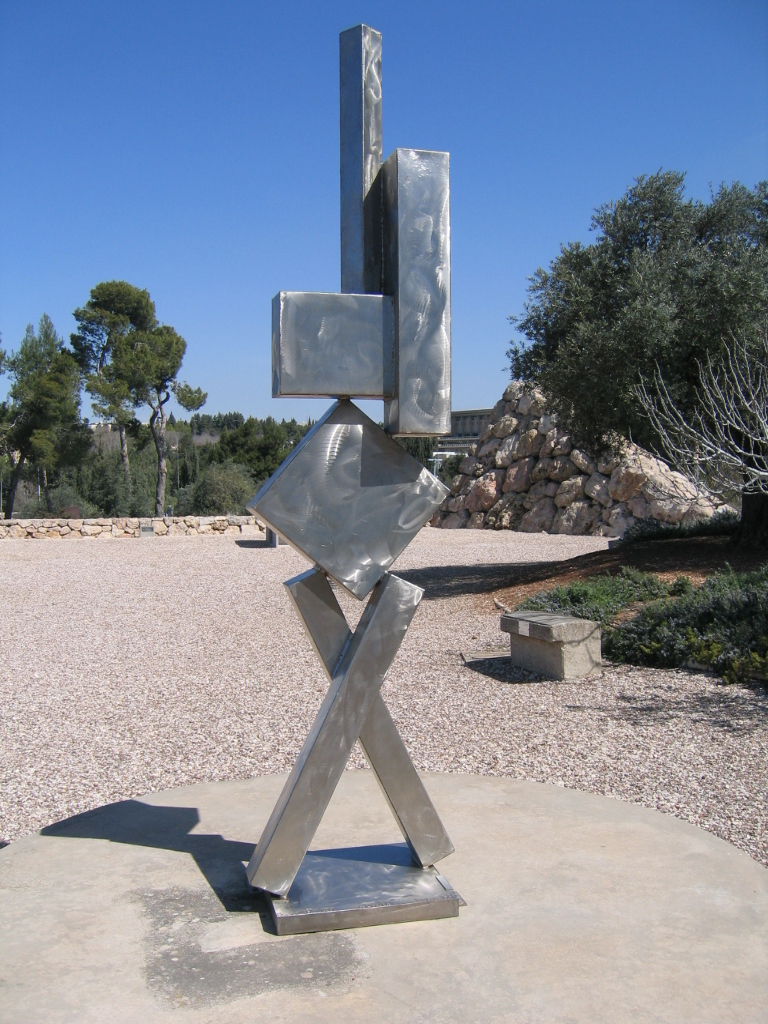
David Smith, Cubi VI, 1963
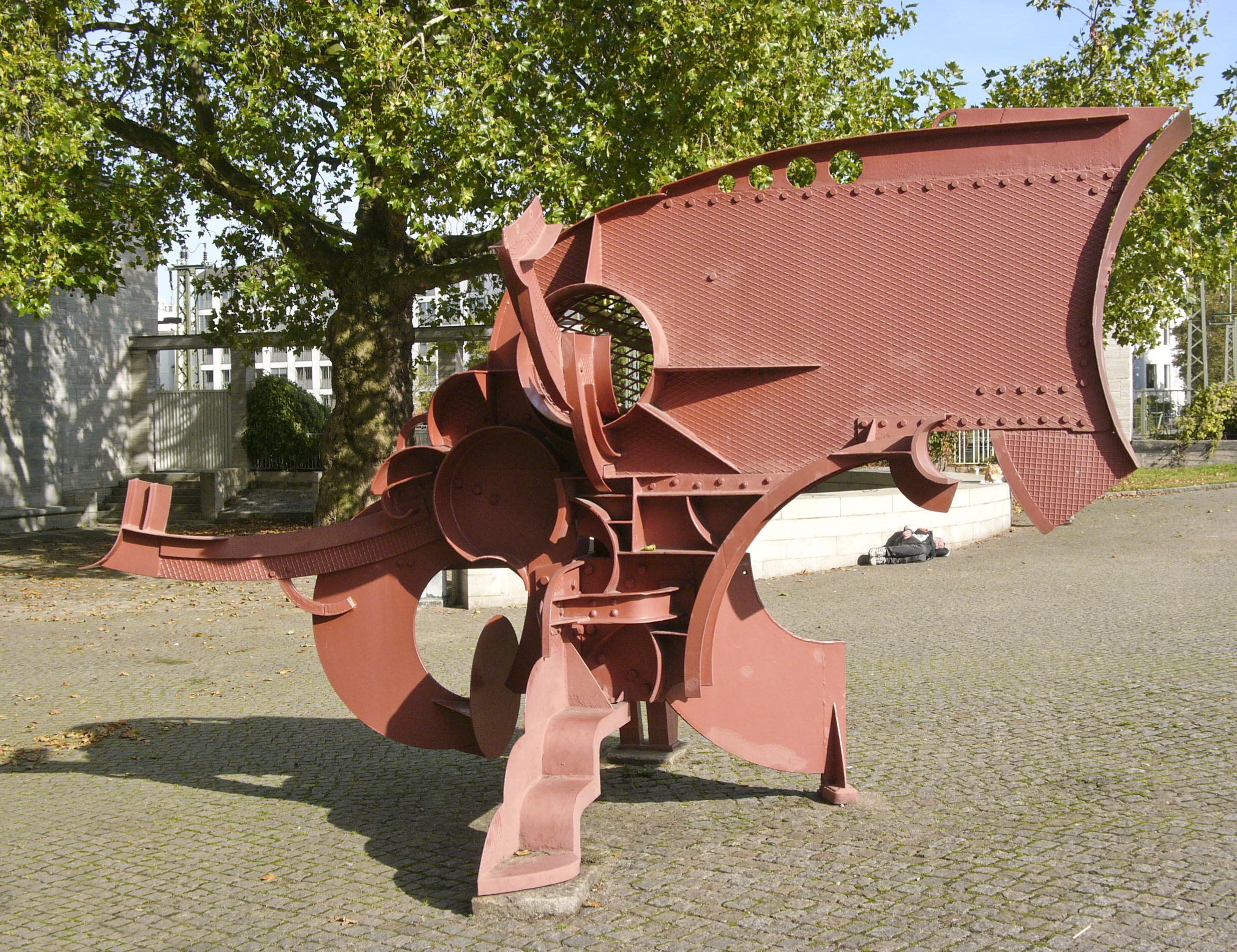
Bernhard Luginbühl, Kleiner Zyklop, 1967
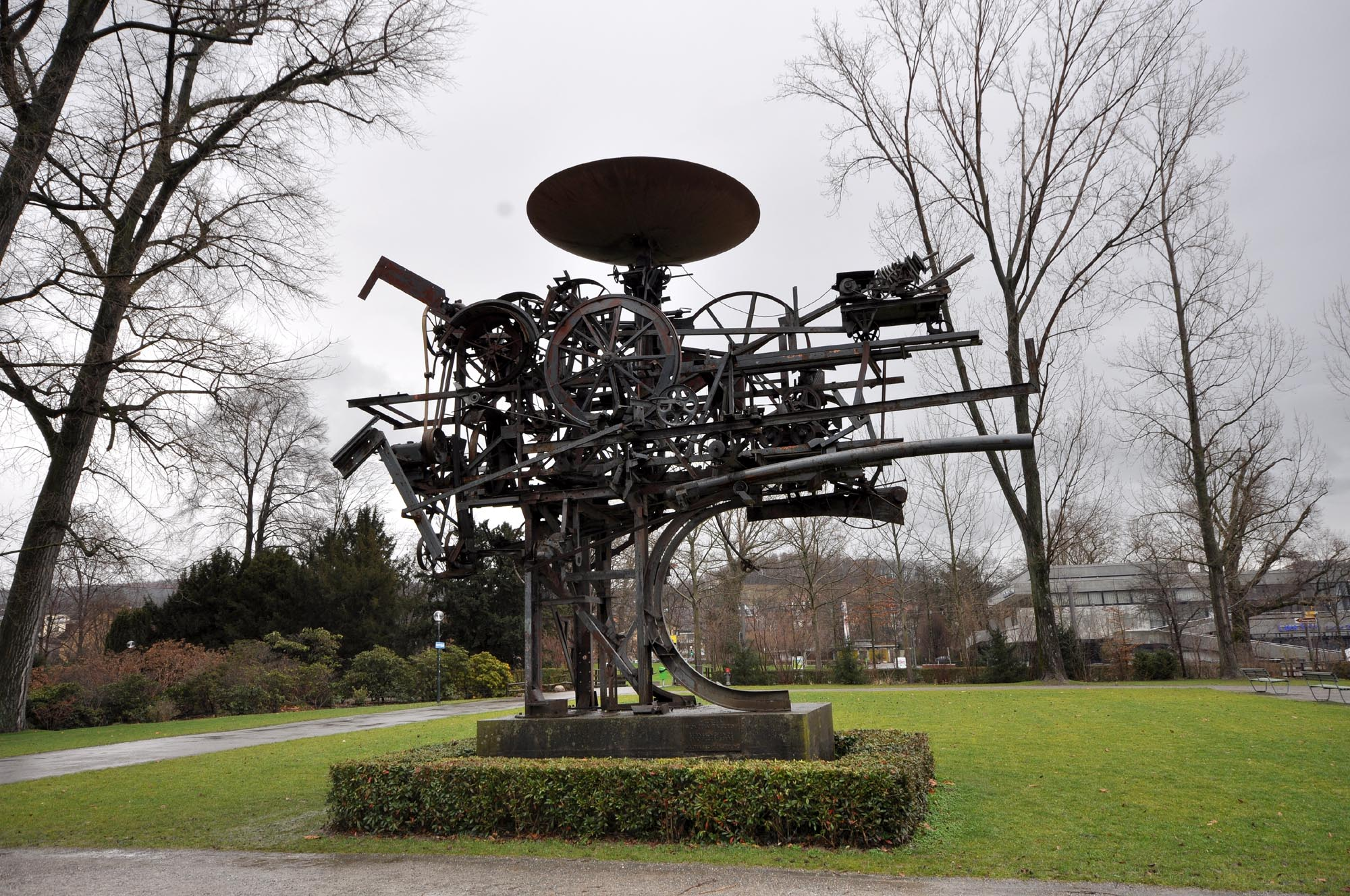
Jean Tinguely, Heuraka - Zürichhorn
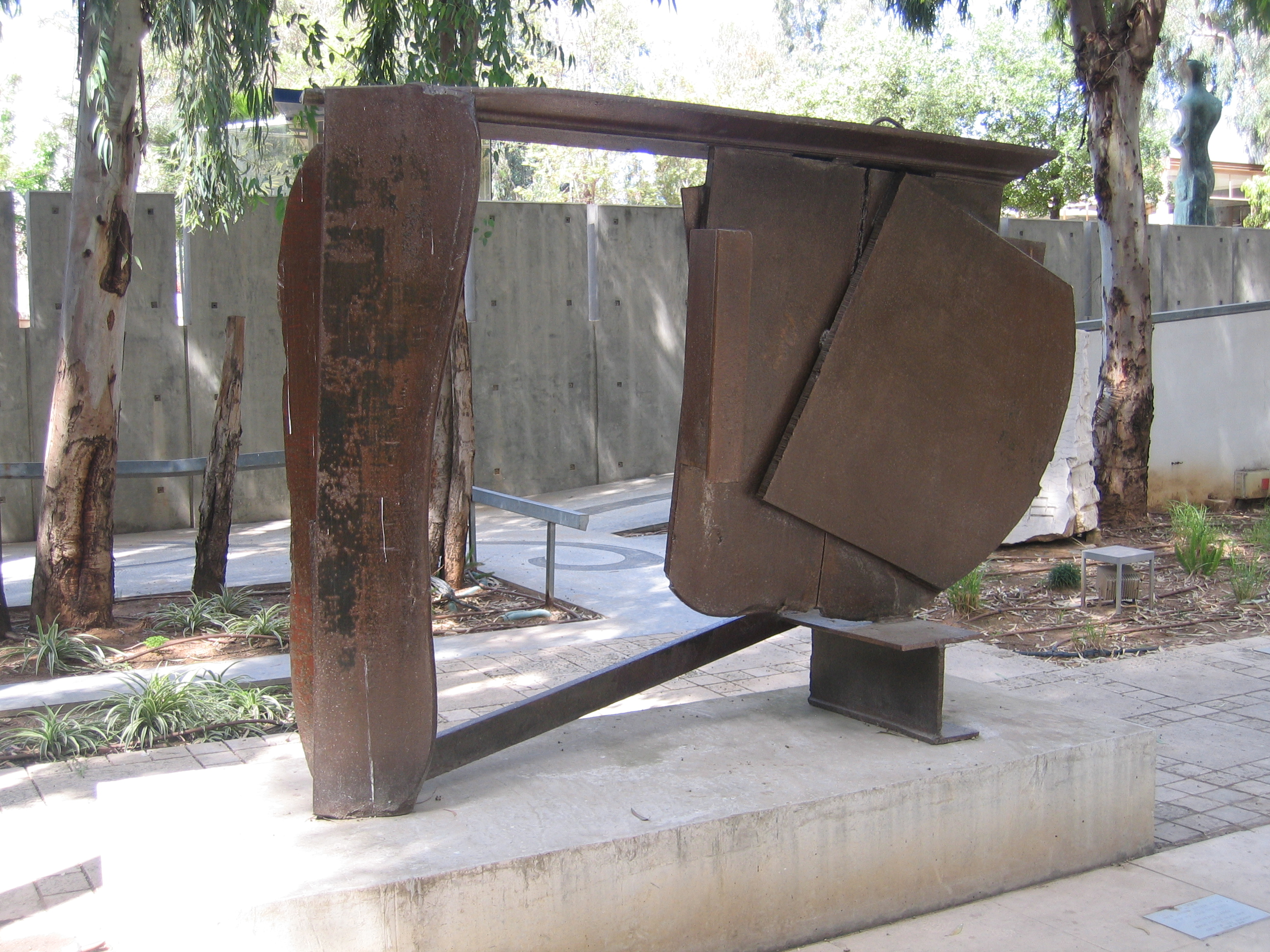
Anthony Caro, Black Cover Flat, 1974
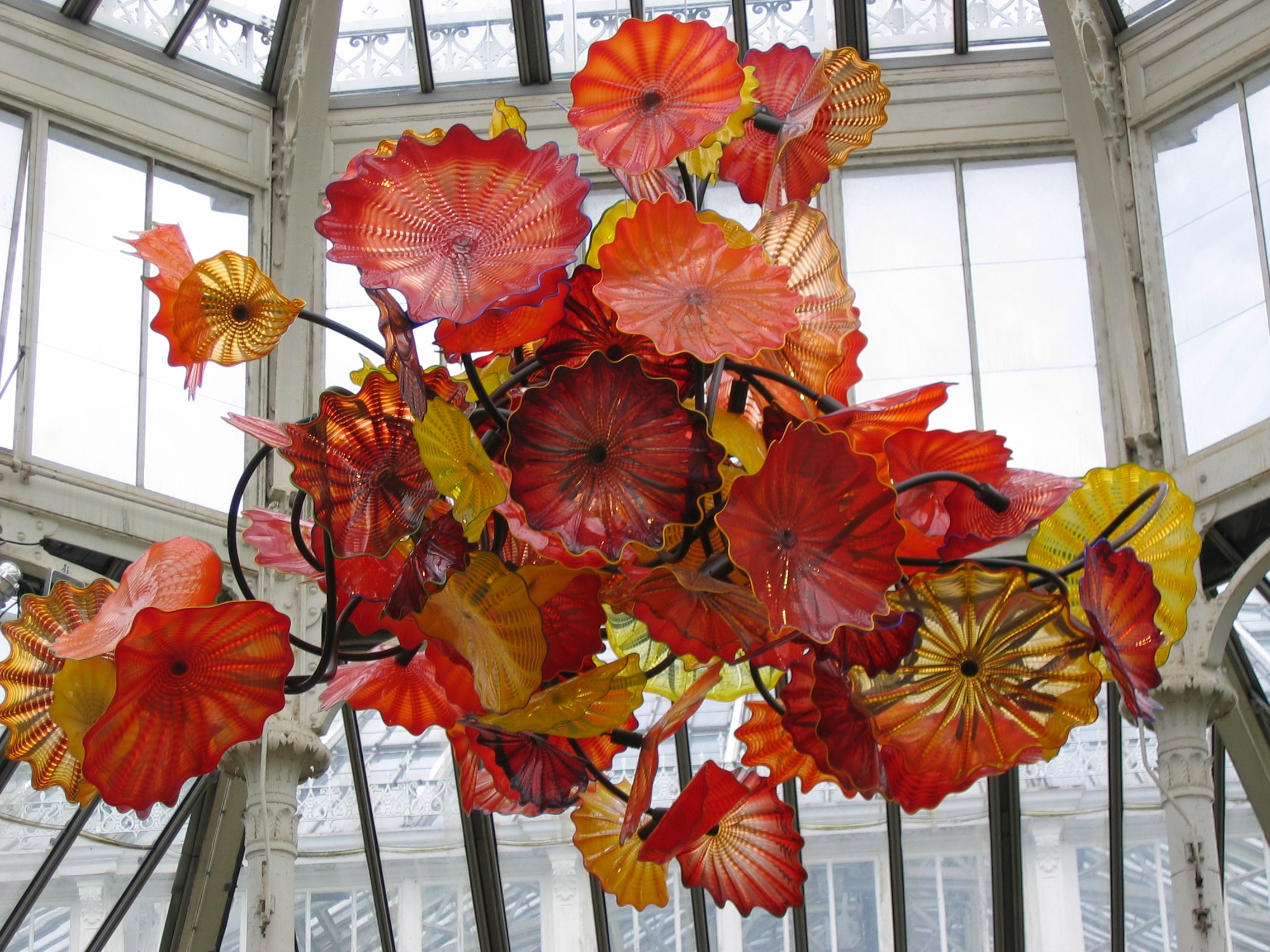
Dale Chihuly, 2005